# خزامة السفلى (الحيمة الخارجية)

تعديل مصدري - تعديل

خزامة السفلى هي إحدى قرى عزلة بني القلام بمديرية الحيمة الخارجية التابعة لمحافظة صنعاء، بلغ تعداد سكانها 81 نسمة حسب تعداد اليمن لعام 2004.